# Rancho Alegre del Llano
Rancho Alegre del Llano es una localidad del estado mexicano de Guerrero. Es parte del municipio de Técpan de Galeana.

## Demografía
| Gráfica de evolución demográfica |
|                                  |

| Censo | Población |
| ----- | --------- |
| 1960  | 50        |
| 1970  | 453       |
| 1980  | 423       |
| 1990  | 659       |
| 2000  | 607       |
| 2010  | 999       |
| 2020  | 1 431     |